# Barabus TKR
De Barabus TKR is een supercar van het Brits-Italiaanse Barabus.
In juli 2006 claimde het Brits-Italiaanse Barabus de snelste productieauto ter wereld te hebben gebouwd: de Barabus TKR met een topsnelheid van 434 km/u. Deze auto gaat van 0-100 in 1,67 seconden en heeft 4 pk meer dan de Bugatti Veyron Super Sport. Dit maakte de Barabus op papier de snelste auto ter wereld. Deze auto heeft het snelheidsrecord echter niet verbroken.